# Aleksandar Jankov
Aleksandar Dimov Jankov (Bulgaars: Александър Димов Янков) (Boergas, 22 juni 1924 – 17 oktober 2019) was een Bulgaars rechtsgeleerde, diplomaat en politicus. Hij was hoogleraar aan de Universiteit van Sofia en gaf lezingen aan universiteiten wereldwijd. Verder was hij ambassadeur bij de Verenigde Naties, Minister van Onderwijs en rechter van het Internationale Zeerechttribunaal.

## Levensloop
Jankov studeerde rechten aan de Universiteit van Sofia. Aan deze universiteit voltooide hij zijn studie in 1951 en promoveerde hij in 1963 tot doctor. Vanaf 1968 was hij hoogleraar internationaal recht aan dezelfde universiteit.
Van 1980 tot 1989 leidde hij daarnaast het vakgebied internationaal recht aan de Bulgaarse Academie voor Wetenschappen. Verder was hij daar van 1988 tot 1991 conrector voor het vakgebied sociologie, politicologie, rechten en geesteswetenschappen. Verder gaf hij lezingen op het gebied van zeerecht aan de Haagsche Academie voor Internationaal Recht en talrijke universiteiten wereldwijd.
Van 1972 tot 1976 was hij ambassadeur in het Verenigd Koninkrijk en aansluitend tot 1980 plaatsvervangend Minister van Buitenlandse Zaken, ambassadeur en vertegenwoordiger van Bulgarije bij de Verenigde Naties in New York. Van 1989 tot 1990 was hij Minister van Onderwijs.
Vanaf 1971 deed hij daarnaast ervaring op als rechter, waaronder tot 1987 als arbiter aan het Hof van Arbitrage van de Bulgaarse Kamer van Koophandel en van 1971 tot 1998 aan het Permanente Hof van Arbitrage in Den Haag. Op 1 oktober 1996 werd hij geïnstalleerd als rechter van het Internationale Zeerechttribunaal in Hamburg. Hier bleef hij aan tot 30 september 2011.
Jankov was sinds 1981 corresponderend lid van de Bulgaarse Academie van Wetenschappen. Verder ontving hij een eredoctoraat van de Vrije Universiteit van Boergas en een van de Zuidwest-universiteit van Neofit Rilski in Blagoëvgrad. In 2001 werd hij uitgeroepen tot ereburger van Boergas en werd hij gedecoreerd in de Orde van de Balkan (Stara Planina).
Aleksandar Jankov overleed in 2019 op 95-jarige leeftijd.
- Gemeinsame Normdatei: 170636372
- International Standard Name Identifier: 0000 0003 8597 0470
- Library of Congress Control Number: n86051001
- Nationale Bibliotheek van Tsjechië: xx0147336
- Nationale Bibliotheek van Israël: 987007399986105171
- Système universitaire de documentation: 032819269
- Virtual International Authority File: 165797844
- WorldCat: E39PCjyr6hVpbPXGQBwj7V3Kgq